# Oyri
Oyri este un oraș din Insulele Faroe.